# Giải vô địch bóng đá U-20 thế giới 2017
Giải vô địch bóng đá U-20 thế giới 2017 là lần thứ 21 FIFA tổ chức giải vô địch bóng đá U-20 thế giới, giải vô địch bóng đá trẻ quốc tế diễn ra hai năm một lần dành cho các đội tuyển bóng đá trẻ quốc gia dưới 20 tuổi của các hiệp hội thuộc FIFA, kể từ lần đầu vào năm 1977 với tên gọi giải vô địch bóng đá trẻ thế giới. Giải đấu diễn ra tại Hàn Quốc từ ngày 20 tháng 5 tới ngày 11 tháng 6 năm 2017.
Cùng với Nhật Bản và México, Hàn Quốc là quốc gia thứ ba trở thành chủ nhà tất cả các giải bóng đá nam quốc tế của FIFA, cụ thể là giải bóng đá vô địch thế giới 2002, cúp Liên đoàn các châu lục 2001 và giải vô địch bóng đá U-17 thế giới 2007.
Hiệp hội bóng đá Hàn Quốc ban đầu đề nghị tổ chức giải vào thời điểm khác tháng 6 hoặc tháng 7 vì trùng với mùa mưa của Hàn Quốc, cũng như Cúp Liên đoàn các châu lục 2017.
Serbia, nhà vô địch giải năm 2015, không thể bảo vệ danh hiệu của mình do không lọt vào vòng chung kết của giải đấu vòng loại khu vực châu Âu. Họ cũng trở thành đương kim vô địch thứ 5 liên tiếp không vượt qua vòng loại ở giải đấu tiếp theo.
Đội tuyển U-20 Anh đã giành chức vô địch lần đầu tiên trong lịch sử sau khi vượt qua đội tuyển U-20 Venezuela với tỉ số 1–0 bằng bàn thắng duy nhất của Dominic Calvert-Lewin ở phút thứ 35 của hiệp 1.

## Lựa chọn chủ nhà
Cùng với việc hỏi ý kiến các liên đoàn thành viên về nguyện vọng tổ chức các giải U-20, U-17 hoặc Cúp bóng đá bãi biển thế giới trong năm 2017 (cùng với các giải đấu của nữ năm 2016), các quốc gia muốn đăng cai cần phải gửi đơn xin đăng cai trước ngày 15 tháng 5 năm 2013. Tổng cộng có 12 quốc gia đã đệ trình đơn xin đăng cai giải đấu trước thời hạn tháng 5 năm 2013:
- Azerbaijan
- Bahrain
- Anh (sau đó đã rút lui)[6]
- Pháp
- Ireland
- México
- Ba Lan
- Ả Rập Xê Út
- Nam Phi (sau đó đã rút lui)[7]
- Hàn Quốc
- Tunisia
- Ukraina

Quyết định cuối cùng về việc ai sẽ là chủ nhà đã được công bố tại cuộc họp Ủy ban điều hành FIFA tại Brasil vào ngày 5 tháng 12 năm 2013 với Hàn Quốc được trao quyền chủ nhà.

## Các đội vượt qua vòng loại
Tổng cộng có 24 đội bóng vượt qua vòng loại. Ngoài chủ nhà Hàn Quốc, 23 đội bóng khác phải vượt qua các giải đấu vòng loại riêng biệt của mỗi châu lục. Kể từ năm 2017, Liên đoàn bóng đá châu Đại Dương sẽ nhận được thêm một suất (trong tổng số 2 suất), trong khi châu Âu sẽ chỉ có 5 thay vì 6 suất.
| Liên đoàn                               | Giải đấu vòng loại                            | Vượt qua vòng loại                        |
| --------------------------------------- | --------------------------------------------- | ----------------------------------------- |
| AFC (châu Á)                            | Chủ nhà quốc gia                              | Hàn Quốc                                  |
| AFC (châu Á)                            | Giải vô địch bóng đá U-19 châu Á 2016         | Iran · Nhật Bản · Ả Rập Xê Út · Việt Nam1 |
| CAF (châu Phi)                          | Cúp bóng đá U-20 quốc gia châu Phi 2017       | Guinée · Sénégal · Nam Phi · Zambia       |
| CONCACAF (Trung, Bắc Mỹ và vùng Caribe) | Giải vô địch bóng đá U-20 CONCACAF 2017       | Costa Rica · Honduras · México · Hoa Kỳ   |
| CONMEBOL (Nam Mỹ)                       | Giải vô địch bóng đá trẻ Nam Mỹ 2017          | Argentina · Ecuador · Uruguay · Venezuela |
| OFC (châu Đại Dương)                    | Giải vô địch bóng đá U-20 châu Đại Dương 2016 | New Zealand · Vanuatu1                    |
| UEFA (châu Âu)                          | Giải vô địch bóng đá U-19 châu Âu 2016        | Anh · Pháp · Đức · Ý · Bồ Đào Nha         |

1. ^  Các đội tuyển lần đầu góp mặt.

## Địa điểm thi đấu
Cheonan, Daejeon, Incheon, Seogwipo, Jeonju và Suwon là sáu thành phố được lựa chọn để làm chủ nhà giải đấu từ một danh sách ngắn gồm 9 sân vận động, trong đó Seoul, Pohang, Ulsan đã không được chọn.
| Cheonan                                                                                    | Daejeon                        | Incheon                                             |
| ------------------------------------------------------------------------------------------ | ------------------------------ | --------------------------------------------------- |
| Sân vận động Cheonan (Khu liên hợp thể thao Cheonan)                                       | Sân vận động World Cup Daejeon | Sân vận động bóng đá Incheon (Sân vận động Incheon) |
| Sức chứa: 25.814                                                                           | Sức chứa: 39.654               | Sức chứa: 19.649                                    |
|                                                                                            |                                |                                                     |
| CheonanDaejeonIncheonSeogwipoJeonjuSuwonGiải vô địch bóng đá U-20 thế giới 2017 (Hàn Quốc) |                                |                                                     |
| Seogwipo                                                                                   | Jeonju                         | Suwon                                               |
| Sân vận động World Cup Jeju                                                                | Sân vận động World Cup Jeonju  | Sân vận động World Cup Suwon                        |
| Sức chứa: 29.346                                                                           | Sức chứa: 41.785               | Sức chứa: 42.655                                    |
|                                                                                            |                                |                                                     |

## Bốc thăm
Lễ bốc thăm được tổ chức vào ngày 15 tháng 3 năm 2017, lúc 15:00 KST (UTC+9), tại Suwon Artrium ở Suwon, Hàn Quốc. Hai cầu thủ người Argentina đã giành Cúp bóng đá U-20 thế giới, Diego Maradona và Pablo Aimar, tham gia vào lễ bốc thăm. Minho Choi của c nhóm nhạc thần tượng SHINee cũng tham gia vào bốc thăm.
24 đội tuyển được phân vào 6 bảng 4 đội, trong đó chủ nhà Hàn Quốc được phân vào vị trí A1. Các đội tuyển được phân hạt giống vào nhóm tương ứng của mình dựa trên kết quả của họ tại Giải vô địch bóng đá U-20 thế giới 5 lần vừa qua (các giải đấu càng gần đây thì giá trị càng cao), nhà vô địch của các liên đoàn ở vòng loại cũng được cộng thêm điểm để phân hạt giống. Các đội tuyển từ cùng liên đoàn sẽ không nằm cùng bảng.
| Nhóm 1                                                                           | Nhóm 2                                                               | Nhóm 3                                                  | Nhóm 4                                                   |
| -------------------------------------------------------------------------------- | -------------------------------------------------------------------- | ------------------------------------------------------- | -------------------------------------------------------- |
| - Hàn Quốc (Chủ nhà – phân công A1) - Bồ Đào Nha - Uruguay - Pháp - Hoa Kỳ - Đức | - México - Argentina - New Zealand - Sénégal - Nhật Bản - Costa Rica | - Zambia - Honduras - Anh - Ả Rập Xê Út - Ý - Venezuela | - Ecuador - Nam Phi - Iran - Việt Nam - Guinée - Vanuatu |

## Các quan chức trận đấu
| Liên đoàn | Trọng tài              | Trợ lý trọng tài                             | Trọng tài hỗ trợ      | Trợ lý trọng tài video                                                                                             |
| --------- | ---------------------- | -------------------------------------------- | --------------------- | --- |
| AFC       | Abdulrahman Al-Jassim  | Taleb Al-Marri Saud Al-Maqaleh               | Ahmed Al-Kaf          | Muhammad Taqi Aljaafari Ryuji Sato Nawaf Shukralla                                                                 |
| AFC       | Abdulla Hassan Mohamed | Mohamed Al-Hammadi Hasan Al-Mahri            | Ahmed Al-Kaf          | Muhammad Taqi Aljaafari Ryuji Sato Nawaf Shukralla                                                                 |
| AFC       | Kim Jong-Hyeok         | Yoon Kwang-Yeol Kim Young-Ha                 | Ahmed Al-Kaf          | Muhammad Taqi Aljaafari Ryuji Sato Nawaf Shukralla                                                                 |
| CAF       | Sidi Alioum            | Evarist Menkouande Elvis Guy Noupue Nguegoue | Bamlak Tessema Weyesa | Mehdi Abid Charef Malang Diedhiou Eric Otogo-Castane                                                               |
| CAF       | Gehad Grisha           | Redouane Achik Waleed Ahmed                  | Bamlak Tessema Weyesa | Mehdi Abid Charef Malang Diedhiou Eric Otogo-Castane                                                               |
| CAF       | Janny Sikazwe          | Jerson dos Santos Zakhele Siwela             | Bamlak Tessema Weyesa | Mehdi Abid Charef Malang Diedhiou Eric Otogo-Castane                                                               |
| CONCACAF  | Joel Aguilar           | Juan Zumba William Torres                    | Yadel Martínez        | Roberto García Ricardo Montero Jhon Pitti                                                                          |
| CONCACAF  | Walter López           | Gerson López Hermenerito Leal                | Yadel Martínez        | Roberto García Ricardo Montero Jhon Pitti                                                                          |
| CONCACAF  | César Ramos            | Marvin Torrentera Miguel Hernández           | Yadel Martínez        | Roberto García Ricardo Montero Jhon Pitti                                                                          |
| CONMEBOL  | Julio Bascuñán         | Carlos Astroza Christian Schiemann           | Mario Díaz de Vivar   | José Argote Wilton Sampaio Gery Vargas Mauro Vigliano                                                              |
| CONMEBOL  | Andrés Cunha           | Nicolás Taran Mauricio Espinosa              | Mario Díaz de Vivar   | José Argote Wilton Sampaio Gery Vargas Mauro Vigliano                                                              |
| CONMEBOL  | Diego Haro             | Jonny Bossio Raúl López                      | Mario Díaz de Vivar   | José Argote Wilton Sampaio Gery Vargas Mauro Vigliano                                                              |
| CONMEBOL  | Roddy Zambrano         | Christian Lescano Byron Romero               | Mario Díaz de Vivar   | José Argote Wilton Sampaio Gery Vargas Mauro Vigliano                                                              |
| OFC       | Matt Conger            | Simon Lount Tevita Makasini                  | —                     | Nick Waldron |
| OFC       | Norbert Hauata         | Phillippe Revel Bertrand Brial               | —                     | Nick Waldron |
| UEFA      | Cüneyt Çakır           | Bahattin Duran Tarık Ongun                   | Ivan Kružliak         | William Collum Pavel Královec Danny Makkelie Svein Oddvar Moen Daniele Orsato Anastasios Sidiropoulos Felix Zwayer |
| UEFA      | Jonas Eriksson         | Mathias Klasenius Daniel Wärnmark            | Ivan Kružliak         | William Collum Pavel Královec Danny Makkelie Svein Oddvar Moen Daniele Orsato Anastasios Sidiropoulos Felix Zwayer |
| UEFA      | Sergei Karasev         | Anton Averyanov Tikhon Kalugin               | Ivan Kružliak         | William Collum Pavel Královec Danny Makkelie Svein Oddvar Moen Daniele Orsato Anastasios Sidiropoulos Felix Zwayer |
| UEFA      | Viktor Kassai          | György Ring Vencel Tóth                      | Ivan Kružliak         | William Collum Pavel Královec Danny Makkelie Svein Oddvar Moen Daniele Orsato Anastasios Sidiropoulos Felix Zwayer |
| UEFA      | Björn Kuipers          | Sander van Roekel Erwin Zeinstra             | Ivan Kružliak         | William Collum Pavel Královec Danny Makkelie Svein Oddvar Moen Daniele Orsato Anastasios Sidiropoulos Felix Zwayer |
| UEFA      | Szymon Marciniak       | Paweł Sokolnicki Tomasz Listkiewicz          | Ivan Kružliak         | William Collum Pavel Královec Danny Makkelie Svein Oddvar Moen Daniele Orsato Anastasios Sidiropoulos Felix Zwayer |
| UEFA      | Antonio Mateu Lahoz    | Pau Cebrián Devis Roberto Díaz Pérez         | Ivan Kružliak         | William Collum Pavel Královec Danny Makkelie Svein Oddvar Moen Daniele Orsato Anastasios Sidiropoulos Felix Zwayer |

## Danh sách cầu thủ
Mỗi đội tuyển ban đầu phải lên danh sách đội hình sơ bộ gồm 35 cầu thủ. Từ đội hình sơ bộ, đội tuyển đó phải lên danh sách đội hình cuối cùng gồm 21 cầu thủ (ba cầu thủ trong số họ phải là thủ môn) trước hạn chót của FIFA. Các cầu thủ trong đội hình cuối cùng có thể được thay thế do chấn thương nghiêm trọng, chậm nhất là 24 giờ trước khi đá trận đấu đầu tiên của đội.

## Vòng bảng
Lịch thi đấu được FIFA công bố vào ngày 23 tháng 11 năm 2015.
Hai đội đứng đầu của mỗi bảng và bốn đội xếp thứ ba tốt nhất tiến vào vòng 16 đội.
Thời gian được tính theo giờ địa phương, KST (UTC+9).

### Bảng A
| VT | Đội          | ST | T | H | B | BT | BB | HS | Đ | Giành quyền tham dự     |
| -- | ------------ | -- | - | - | - | -- | -- | -- | - | ----------------------- |
| 1  | Anh          | 3  | 2 | 1 | 0 | 5  | 1  | +4 | 7 | Vòng đấu loại trực tiếp |
| 2  | Hàn Quốc (H) | 3  | 2 | 0 | 1 | 5  | 2  | +3 | 6 | Vòng đấu loại trực tiếp |
| 3  | Argentina    | 3  | 1 | 0 | 2 | 6  | 5  | +1 | 3 |                         |
| 4  | Guinée       | 3  | 0 | 1 | 2 | 1  | 9  | −8 | 1 |                         |

| Argentina | 0–3      | Anh                                                       |
| --------- | -------- | --------------------------------------------------------- |
|           | Chi tiết | Calvert-Lewin 38' · Armstrong 52' · Solanke 90+3' (ph.đ.) |

| Hàn Quốc                                                  | 3–0      | Guinée |
| --------------------------------------------------------- | -------- | ------ |
| Lee Seung-woo 36' · Lim Min-heyok 76' · Paik Seung-ho 81' | Chi tiết |        |

| Anh      | 1–1      | Guinée            |
| -------- | -------- | ----------------- |
| Cook 53' | Chi tiết | Tomori 59' (l.n.) |

| Hàn Quốc                                      | 2–1      | Argentina  |
| --------------------------------------------- | -------- | ---------- |
| Lee Seung-woo 18' · Paik Seung-ho 42' (ph.đ.) | Chi tiết | Torres 50' |

| Anh        | 1–0      | Hàn Quốc |
| ---------- | -------- | -------- |
| Dowell 56' | Chi tiết |          |

| Guinée | 0–5      | Argentina                                                     |
| ------ | -------- | ------------------------------------------------------------- |
|        | Chi tiết | Torres 33' · La. Martínez 43', 79' · Zaracho 50' · Senesi 74' |

### Bảng B
| VT | Đội       | ST | T | H | B | BT | BB | HS  | Đ | Giành quyền tham dự     |
| -- | --------- | -- | - | - | - | -- | -- | --- | - | ----------------------- |
| 1  | Venezuela | 3  | 3 | 0 | 0 | 10 | 0  | +10 | 9 | Vòng đấu loại trực tiếp |
| 2  | México    | 3  | 1 | 1 | 1 | 3  | 3  | 0   | 4 | Vòng đấu loại trực tiếp |
| 3  | Đức       | 3  | 1 | 1 | 1 | 3  | 4  | −1  | 4 | Vòng đấu loại trực tiếp |
| 4  | Vanuatu   | 3  | 0 | 0 | 3 | 4  | 13 | −9  | 0 |                         |

| Venezuela              | 2−0      | Đức |
| ---------------------- | -------- | --- |
| Peña 51' · Córdova 54' | Chi tiết |     |

| Vanuatu                | 2–3      | México                                    |
| ---------------------- | -------- | ----------------------------------------- |
| Kalo 52' · Wilkins 62' | Chi tiết | Magaña 10' · Cisneros 25' · Álvarez 90+4' |

| Venezuela                                                                                       | 7–0      | Vanuatu |
| ----------------------------------------------------------------------------------------------- | -------- | ------- |
| Velásquez 30' · Córdova 42', 73' · Peñaranda 46' · Faríñez 56' (ph.đ.) · Hurtado 82' · Sosa 89' | Chi tiết |         |

| México | 0–0      | Đức |
| ------ | -------- | --- |
|        | Chi tiết |     |

| México | 0–1      | Venezuela   |
| ------ | -------- | ----------- |
|        | Chi tiết | Córdova 33' |

| Đức                              | 3–2      | Vanuatu       |
| -------------------------------- | -------- | ------------- |
| Badu 27' · Reese 32' · Iyoha 50' | Chi tiết | Kalo 52', 77' |

### Bảng C
| VT | Đội        | ST | T | H | B | BT | BB | HS | Đ | Giành quyền tham dự     |
| -- | ---------- | -- | - | - | - | -- | -- | -- | - | ----------------------- |
| 1  | Zambia     | 3  | 2 | 0 | 1 | 6  | 4  | +2 | 6 | Vòng đấu loại trực tiếp |
| 2  | Bồ Đào Nha | 3  | 1 | 1 | 1 | 4  | 4  | 0  | 4 | Vòng đấu loại trực tiếp |
| 3  | Costa Rica | 3  | 1 | 1 | 1 | 2  | 2  | 0  | 4 | Vòng đấu loại trực tiếp |
| 4  | Iran       | 3  | 1 | 0 | 2 | 4  | 6  | −2 | 3 |                         |

| Zambia                       | 2–1      | Bồ Đào Nha   |
| ---------------------------- | -------- | ------------ |
| Chilufya 51' · F. Sakala 76' | Chi tiết | Hélder 90+1' |

| Iran           | 1–0      | Costa Rica |
| -------------- | -------- | ---------- |
| Mehdikhani 81' | Chi tiết |            |

| Zambia                                              | 4–2      | Iran                    |
| --------------------------------------------------- | -------- | ----------------------- |
| F. Sakala 54' · Mwepu 59' · E. Banda 65' · Daka 71' | Chi tiết | Shekari 7', 49' (ph.đ.) |

| Costa Rica        | 1–1      | Bồ Đào Nha            |
| ----------------- | -------- | --------------------- |
| Marin 48' (ph.đ.) | Chi tiết | Gonçalves 32' (ph.đ.) |

| Costa Rica | 1–0      | Zambia |
| ---------- | -------- | ------ |
| Daly 15'   | Chi tiết |        |

| Bồ Đào Nha                        | 2–1      | Iran       |
| --------------------------------- | -------- | ---------- |
| Gonçalves 54' · Taheri 86' (l.n.) | Chi tiết | Shekari 4' |

### Bảng D
| VT | Đội      | ST | T | H | B | BT | BB | HS | Đ | Giành quyền tham dự     |
| -- | -------- | -- | - | - | - | -- | -- | -- | - | ----------------------- |
| 1  | Uruguay  | 3  | 2 | 1 | 0 | 3  | 0  | +3 | 7 | Vòng đấu loại trực tiếp |
| 2  | Ý        | 3  | 1 | 1 | 1 | 4  | 3  | +1 | 4 | Vòng đấu loại trực tiếp |
| 3  | Nhật Bản | 3  | 1 | 1 | 1 | 4  | 5  | −1 | 4 | Vòng đấu loại trực tiếp |
| 4  | Nam Phi  | 3  | 0 | 1 | 2 | 1  | 4  | −3 | 1 |                         |

| Nam Phi            | 1–2      | Nhật Bản             |
| ------------------ | -------- | -------------------- |
| Tomiyasu 7' (l.n.) | Chi tiết | Ogawa 48' · Doan 72' |

| Ý | 0–1      | Uruguay    |
| - | -------- | ---------- |
|   | Chi tiết | Amaral 76' |

| Nam Phi | 0–2      | Ý                                  |
| ------- | -------- | ---------------------------------- |
|         | Chi tiết | Orsolini 23' (ph.đ.) · Favilli 57' |

| Uruguay                           | 2–0      | Nhật Bản |
| --------------------------------- | -------- | -------- |
| Schiappacasse 38' · Olivera 90+1' | Chi tiết |          |

| Uruguay | 0–0      | Nam Phi |
| ------- | -------- | ------- |
|         | Chi tiết |         |

| Nhật Bản      | 2–2      | Ý                       |
| ------------- | -------- | ----------------------- |
| Doan 22', 50' | Chi tiết | Orsolini 3' · Panico 7' |

### Bảng E
| VT | Đội         | ST | T | H | B | BT | BB | HS | Đ | Giành quyền tham dự     |
| -- | ----------- | -- | - | - | - | -- | -- | -- | - | ----------------------- |
| 1  | Pháp        | 3  | 3 | 0 | 0 | 9  | 0  | +9 | 9 | Vòng đấu loại trực tiếp |
| 2  | New Zealand | 3  | 1 | 1 | 1 | 3  | 3  | 0  | 4 | Vòng đấu loại trực tiếp |
| 3  | Honduras    | 3  | 1 | 0 | 2 | 3  | 6  | −3 | 3 |                         |
| 4  | Việt Nam    | 3  | 0 | 1 | 2 | 0  | 6  | −6 | 1 |                         |

| Pháp                                   | 3–0      | Honduras |
| -------------------------------------- | -------- | -------- |
| Augustin 15' · Harit 44' · Terrier 81' | Chi tiết |          |

| Việt Nam | 0–0      | New Zealand |
| -------- | -------- | ----------- |
|          | Chi tiết |             |

| Pháp                                      | 4–0      | Việt Nam |
| ----------------------------------------- | -------- | -------- |
| Thuram 18' · Augustin 22', 45' · Poha 52' | Chi tiết |          |

| New Zealand                          | 3–1      | Honduras    |
| ------------------------------------ | -------- | ----------- |
| Bevan 1', 56' (ph.đ.) · Ashworth 23' | Chi tiết | Álvarez 50' |

| New Zealand | 0–2      | Pháp                   |
| ----------- | -------- | ---------------------- |
|             | Chi tiết | Saint-Maximin 22', 37' |

| Honduras                 | 2–0      | Việt Nam |
| ------------------------ | -------- | -------- |
| Cruz 76' · Álvarez 90+3' | Chi tiết |          |

### Bảng F
| VT | Đội         | ST | T | H | B | BT | BB | HS | Đ | Giành quyền tham dự     |
| -- | ----------- | -- | - | - | - | -- | -- | -- | - | ----------------------- |
| 1  | Hoa Kỳ      | 3  | 1 | 2 | 0 | 5  | 4  | +1 | 5 | Vòng đấu loại trực tiếp |
| 2  | Sénégal     | 3  | 1 | 1 | 1 | 2  | 1  | +1 | 4 | Vòng đấu loại trực tiếp |
| 3  | Ả Rập Xê Út | 3  | 1 | 1 | 1 | 3  | 4  | −1 | 4 | Vòng đấu loại trực tiếp |
| 4  | Ecuador     | 3  | 0 | 2 | 1 | 4  | 5  | −1 | 2 |                         |

| Ecuador                   | 3–3      | Hoa Kỳ                               |
| ------------------------- | -------- | ------------------------------------ |
| Lino 5' · Cabezas 7', 64' | Chi tiết | Sargent 36', 54' · de la Torre 90+4' |

| Ả Rập Xê Út | 0–2      | Sénégal                |
| ----------- | -------- | ---------------------- |
|             | Chi tiết | Niane 13' · Diagne 15' |

| Ecuador     | 1–2      | Ả Rập Xê Út     |
| ----------- | -------- | --------------- |
| Caicedo 89' | Chi tiết | Al-Yami 7', 84' |

| Sénégal | 0–1      | Hoa Kỳ      |
| ------- | -------- | ----------- |
|         | Chi tiết | Sargent 34' |

| Sénégal | 0–0      | Ecuador |
| ------- | -------- | ------- |
|         | Chi tiết |         |

| Hoa Kỳ     | 1–1      | Ả Rập Xê Út |
| ---------- | -------- | ----------- |
| Lennon 40' | Chi tiết | Alamri 74'  |

### Xếp hạng các đội xếp thứ ba
Bốn đội tốt nhất trong số đội được xếp hạng ba được xác định như sau (quy định điều 17.8):
1. điểm thu được trong tất cả các trận đấu bảng;
2. hiệu số bàn thắng trong tất cả các trận đấu bảng;
3. số bàn thắng ghi được trong tất cả các trận đấu bảng;
4. điểm giải phong cách;
5. bốc thăm bởi Ban tổ chức FIFA.

| VT | Bg | Đội         | ST | T | H | B | BT | BB | HS | Đ | Giành quyền tham dự     |
| -- | -- | ----------- | -- | - | - | - | -- | -- | -- | - | ----------------------- |
| 1  | C  | Costa Rica  | 3  | 1 | 1 | 1 | 2  | 2  | 0  | 4 | Vòng đấu loại trực tiếp |
| 2  | D  | Nhật Bản    | 3  | 1 | 1 | 1 | 4  | 5  | −1 | 4 | Vòng đấu loại trực tiếp |
| 3  | F  | Ả Rập Xê Út | 3  | 1 | 1 | 1 | 3  | 4  | −1 | 4 | Vòng đấu loại trực tiếp |
| 4  | B  | Đức         | 3  | 1 | 1 | 1 | 3  | 4  | −1 | 4 | Vòng đấu loại trực tiếp |
| 5  | A  | Argentina   | 3  | 1 | 0 | 2 | 6  | 5  | +1 | 3 |                         |
| 6  | E  | Honduras    | 3  | 1 | 0 | 2 | 3  | 6  | −3 | 3 |                         |

Sự kết hợp của các trận đấu ở vòng 16 đội
Các đội xếp thứ ba được giành quyền vào vòng 16 đội đã được vị trí với đội thắng của các bảng A, B, C và D theo một bảng được xuất bản trong mục 18 của quy định giải đấu.
| Các đội xếp thứ ba đủ điều kiện từ các bảng | Các đội xếp thứ ba đủ điều kiện từ các bảng | Các đội xếp thứ ba đủ điều kiện từ các bảng | Các đội xếp thứ ba đủ điều kiện từ các bảng | Các đội xếp thứ ba đủ điều kiện từ các bảng | Các đội xếp thứ ba đủ điều kiện từ các bảng |    | 1A vs | 1B vs | 1C vs | 1D vs |
| ------------------------------------------- | ------------------------------------------- | ------------------------------------------- | ------------------------------------------- | ------------------------------------------- | ------------------------------------------- | -- | ----- | ----- | ----- | ----- |
| A                                           | B                                           | C                                           | D                                           |                                             |                                             | 3C | 3D    | 3A    | 3B    |       |
| A                                           | B                                           | C                                           |                                             | E                                           |                                             | 3C | 3A    | 3B    | 3E    |       |
| A                                           | B                                           | C                                           |                                             |                                             | F                                           | 3C | 3A    | 3B    | 3F    |       |
| A                                           | B                                           |                                             | D                                           | E                                           |                                             | 3D | 3A    | 3B    | 3E    |       |
| A                                           | B                                           |                                             | D                                           |                                             | F                                           | 3D | 3A    | 3B    | 3F    |       |
| A                                           | B                                           |                                             |                                             | E                                           | F                                           | 3E | 3A    | 3B    | 3F    |       |
| A                                           |                                             | C                                           | D                                           | E                                           |                                             | 3C | 3D    | 3A    | 3E    |       |
| A                                           |                                             | C                                           | D                                           |                                             | F                                           | 3C | 3D    | 3A    | 3F    |       |
| A                                           |                                             | C                                           |                                             | E                                           | F                                           | 3C | 3A    | 3F    | 3E    |       |
| A                                           |                                             |                                             | D                                           | E                                           | F                                           | 3D | 3A    | 3F    | 3E    |       |
|                                             | B                                           | C                                           | D                                           | E                                           |                                             | 3C | 3D    | 3B    | 3E    |       |
|                                             | B                                           | C                                           | D                                           |                                             | F                                           | 3C | 3D    | 3B    | 3F    |       |
|                                             | B                                           | C                                           |                                             | E                                           | F                                           | 3E | 3C    | 3B    | 3F    |       |
|                                             | B                                           |                                             | D                                           | E                                           | F                                           | 3E | 3D    | 3B    | 3F    |       |
|                                             |                                             | C                                           | D                                           | E                                           | F                                           | 3C | 3D    | 3F    | 3E    |       |

## Vòng đấu loại trực tiếp
Trong vòng đấu loại trực tiếp, nếu một trận đấu kết thúc với tỉ số hòa ở thời gian thi đấu chính thức, hiệp phụ sẽ được sử dụng (hai hiệp 15 phút) và nếu cần thiết, hai đội sẽ bước vào loạt đá luân lưu để xác định đội thắng. Tuy nhiên, đối với trận đấu tranh hạng ba, hai đội sẽ không thi đấu hiệp phụ mà sẽ giải quyết bằng sút luân lưu.
|  | Round of 16           | Round of 16         |                     |       | Tứ kết        | Tứ kết        |                    |                    | Bán kết | Bán kết |  |  | Chung kết | Chung kết |
|  |                       |                     |                     |       |               |               |                    |                    |         |         |  |  |           |           |
|  | 30 tháng 5 — Cheonan  |                     |                     |       |               |               |                    |                    |         |         |  |  |           |           |
|  |                       |                     |                     |       |               |               |                    |                    |         |         |  |  |           |           |
|  | Hàn Quốc              | 1                   |                     |       |               |               |                    |                    |         |         |  |  |           |           |
|  | Hàn Quốc              | 1                   | 4 tháng 6 — Daejeon |       |               |               |                    |                    |         |         |  |  |           |           |
|  | Bồ Đào Nha            | 3                   |                     |       |               |               |                    |                    |         |         |  |  |           |           |
|  | Bồ Đào Nha            | 3                   | Bồ Đào Nha          | 2 (4) |               |               |                    |                    |         |         |  |  |           |           |
|  | 31 tháng 5 — Suwon    |                     | Bồ Đào Nha          | 2 (4) |               |               |                    |                    |         |         |  |  |           |           |
|  |                       | Uruguay (p)         | 2 (5)               |       |               |               |                    |                    |         |         |  |  |           |           |
|  | Uruguay               | Uruguay (p)         | 2 (5)               | 1     |               |               |                    |                    |         |         |  |  |           |           |
|  | Uruguay               |                     | 8 tháng 6 — Daejeon | 1     |               |               |                    |                    |         |         |  |  |           |           |
|  | Ả Rập Xê Út           | 0                   |                     |       |               |               |                    |                    |         |         |  |  |           |           |
|  | Ả Rập Xê Út           | 0                   | Uruguay             | 1 (3) |               |               |                    |                    |         |         |  |  |           |           |
|  | 30 tháng 5 — Daejeon  |                     | Uruguay             | 1 (3) |               |               |                    |                    |         |         |  |  |           |           |
|  |                       | Venezuela (p)       | 1 (4)               |       |               |               |                    |                    |         |         |  |  |           |           |
|  | Venezuela (s.h.p.)    | Venezuela (p)       | 1 (4)               | 1     |               |               |                    |                    |         |         |  |  |           |           |
|  | Venezuela (s.h.p.)    | 4 tháng 6 — Jeonju  |                     | 1     |               |               |                    |                    |         |         |  |  |           |           |
|  | Nhật Bản              | 0                   |                     |       |               |               |                    |                    |         |         |  |  |           |           |
|  | Nhật Bản              | 0                   | Venezuela (s.h.p.)  | 2     |               |               |                    |                    |         |         |  |  |           |           |
|  | 1 tháng 6 — Incheon   |                     | Venezuela (s.h.p.)  | 2     |               |               |                    |                    |         |         |  |  |           |           |
|  |                       | Hoa Kỳ              | 1                   |       |               |               |                    |                    |         |         |  |  |           |           |
|  | Hoa Kỳ                | Hoa Kỳ              | 1                   | 6     |               |               |                    |                    |         |         |  |  |           |           |
|  | Hoa Kỳ                |                     | 11 tháng 6 — Suwon  | 6     |               |               |                    |                    |         |         |  |  |           |           |
|  | New Zealand           | 0                   |                     |       |               |               |                    |                    |         |         |  |  |           |           |
|  | New Zealand           | 0                   | Venezuela           | 0     |               |               |                    |                    |         |         |  |  |           |           |
|  | 1 tháng 6 — Cheonan   |                     | Venezuela           | 0     |               |               |                    |                    |         |         |  |  |           |           |
|  |                       | Anh                 | 1                   |       |               |               |                    |                    |         |         |  |  |           |           |
|  | Pháp                  | Anh                 | 1                   | 1     |               |               |                    |                    |         |         |  |  |           |           |
|  | Pháp                  | 5 tháng 6 — Suwon   |                     | 1     |               |               |                    |                    |         |         |  |  |           |           |
|  | Ý                     | 2                   |                     |       |               |               |                    |                    |         |         |  |  |           |           |
|  | Ý                     | 2                   | Ý (s.h.p.)          | 3     |               |               |                    |                    |         |         |  |  |           |           |
|  | 31 tháng 5 — Seogwipo |                     | Ý (s.h.p.)          | 3     |               |               |                    |                    |         |         |  |  |           |           |
|  |                       | Zambia              | 2                   |       |               |               |                    |                    |         |         |  |  |           |           |
|  | Zambia (s.h.p.)       | Zambia              | 2                   | 4     |               |               |                    |                    |         |         |  |  |           |           |
|  | Zambia (s.h.p.)       |                     | 8 tháng 6 — Jeonju  | 4     |               |               |                    |                    |         |         |  |  |           |           |
|  | Đức                   | 3                   |                     |       |               |               |                    |                    |         |         |  |  |           |           |
|  | Đức                   | 3                   | Ý                   | 1     |               |               |                    |                    |         |         |  |  |           |           |
|  | 1 tháng 6 — Incheon   |                     | Ý                   | 1     |               |               |                    |                    |         |         |  |  |           |           |
|  |                       | Anh                 | 3                   |       | Tranh hạng ba | Tranh hạng ba |                    |                    |         |         |  |  |           |           |
|  | México                | Anh                 | 3                   | 1     | Tranh hạng ba | Tranh hạng ba |                    |                    |         |         |  |  |           |           |
|  | México                | 5 tháng 6 — Cheonan | 5 tháng 6 — Cheonan | 1     |               |               | 11 tháng 6 — Suwon | 11 tháng 6 — Suwon |         |         |  |  |           |           |
|  | Sénégal               | 5 tháng 6 — Cheonan | 5 tháng 6 — Cheonan | 0     |               |               | 11 tháng 6 — Suwon | 11 tháng 6 — Suwon |         |         |  |  |           |           |
|  | Sénégal               | México              | 0                   | 0     | Uruguay       | 0 (1)         |                    |                    |         |         |  |  |           |           |
|  | 31 tháng 5 — Jeonju   | México              | 0                   |       | Uruguay       | 0 (1)         |                    |                    |         |         |  |  |           |           |
|  |                       | Anh                 | 1                   |       | Ý (p)         | 0 (4)         |                    |                    |         |         |  |  |           |           |
|  | Anh                   | Anh                 | 1                   | 2     | Ý (p)         | 0 (4)         |                    |                    |         |         |  |  |           |           |
|  | Anh                   |                     |                     | 2     |               |               |                    |                    |         |         |  |  |           |           |
|  | Costa Rica            | 1                   |                     |       |               |               |                    |                    |         |         |  |  |           |           |
|  | Costa Rica            | 1                   |                     |       |               |               |                    |                    |         |         |  |  |           |           |

### Vòng 16 đội
| Venezuela    | 1–0 (s.h.p.) | Nhật Bản |
| ------------ | ------------ | -------- |
| Herrera 108' | Chi tiết     |          |

| Hàn Quốc          | 1–3      | Bồ Đào Nha                       |
| ----------------- | -------- | -------------------------------- |
| Lee Sang-heon 81' | Chi tiết | Xadas 10', 69' · Bruno Costa 27' |

| Uruguay                | 1–0      | Ả Rập Xê Út |
| ---------------------- | -------- | ----------- |
| De La Cruz 50' (ph.đ.) | Chi tiết |             |

| Anh              | 2–1      | Costa Rica |
| ---------------- | -------- | ---------- |
| Lookman 35', 63' | Chi tiết | Leal 89'   |

| Zambia                                                  | 4–3 (s.h.p.) | Đức                                    |
| ------------------------------------------------------- | ------------ | -------------------------------------- |
| E. Banda 50' · F. Sakala 68' · Mwepu 86' · Mayembe 107' | Chi tiết     | Ochs 37' · Serdar 89' · Arweiler 90+4' |

| México       | 1–0      | Sénégal |
| ------------ | -------- | ------- |
| Cisneros 89' | Chi tiết |         |

| Pháp                 | 1–2      | Ý                         |
| -------------------- | -------- | ------------------------- |
| Augustin 37' (ph.đ.) | Chi tiết | Orsolini 27' · Panico 53' |

| Hoa Kỳ                                                                        | 6–0      | New Zealand |
| ----------------------------------------------------------------------------- | -------- | ----------- |
| Sargent 32' · Ebobisse 64' · Lennon 65' · Glad 76' · Trusty 84' · Kunga 90+3' | Chi tiết |             |

### Tứ kết
| Venezuela                      | 2–1 (s.h.p.) | Hoa Kỳ        |
| ------------------------------ | ------------ | ------------- |
| Peñaranda 96' · Ferraresi 115' | Chi tiết     | Ebobisse 117' |

| Bồ Đào Nha                                                   | 2–2 (s.h.p.) | Uruguay                                                          |
| ------------------------------------------------------------ | ------------ | ---------------------------------------------------------------- |
| Silva 1' · Gonçalves 41'                                     | Chi tiết     | Bueno 16' · Valverde 50' (ph.đ.)                                 |
| Loạt sút luân lưu                                            |              |                                                                  |
| R. Dias · Dalot · Xadas · Gedson · Pepê · Gomes · A. Ribeiro | 4–5          | Valverde · Rodríguez · Canobbio · Ardaiz · Amaral · Viña · Bueno |

| Ý                                      | 3–2 (s.h.p.) | Zambia               |
| -------------------------------------- | ------------ | -------------------- |
| Orsolini 50' · Dimarco 88' · Vido 111' | Chi tiết     | Daka 4' · Sakala 84' |

| México | 0–1      | Anh         |
| ------ | -------- | ----------- |
|        | Chi tiết | Solanke 47' |

### Bán kết
| Uruguay                                                  | 1–1 (s.h.p.) | Venezuela                                           |
| -------------------------------------------------------- | ------------ | --------------------------------------------------- |
| De La Cruz 49' (ph.đ.)                                   | Chi tiết     | Sosa 90+1'                                          |
| Loạt sút luân lưu                                        |              |                                                     |
| Valverde · Rodríguez · Canobbio · Bentancur · De La Cruz | 3–4          | Peñaranda · Sosa · R. Hernández · Soteldo · Herrera |

| Ý           | 1–3      | Anh                            |
| ----------- | -------- | ------------------------------ |
| Orsolini 2' | Chi tiết | Solanke 66', 88' · Lookman 77' |

### Tranh hạng ba
| Uruguay                       | 0–0      | Ý                                        |
| ----------------------------- | -------- | ---------------------------------------- |
|                               | Chi tiết |                                          |
| Loạt sút luân lưu             |          |                                          |
| - Valverde - Amaral - Boselli | 1–4      | - Vido - Marchizza - Mandragora - Panico |

### Chung kết
| Venezuela | 0–1      | Anh               |
| --------- | -------- | ----------------- |
|           | Chi tiết | Calvert-Lewin 35' |

## Vô địch
| Giải vô địch bóng đá U-20 thế giới 2017 |
| --------------------------------------- |
| · Anh · Lần thứ 1                       |

## Các giải thưởng
Các giải thưởng dưới đây đã được trao thưởng sau khi kết thúc của giải đấu. Tất cả đều được tài trợ bởi Adidas, ngoại trừ giải phong cách.
| Quả bóng vàng            | Quả bóng bạc            | Quả bóng đồng           |
| ------------------------ | ----------------------- | ----------------------- |
| Dominic Solanke          | Federico Valverde       | Yangel Herrera          |
| Chiếc giày vàng          | Chiếc giày bạc          | Chiếc giày đồng         |
| Riccardo Orsolini        | Josh Sargent            | Jean-Kévin Augustin     |
| 5 bàn, 0 đường kiến tạo  | 4 bàn, 1 đường kiến tạo | 4 bàn, 0 đường kiến tạo |
| Găng tay vàng            |                         |                         |
| Freddie Woodman          |                         |                         |
| Đội đoạt giải phong cách |                         |                         |
| México                   |                         |                         |

## Cầu thủ ghi bàn
5 bàn
- Riccardo Orsolini

4 bàn
- Dominic Solanke
- Jean-Kévin Augustin
- Josh Sargent
- Sergio Córdova
- Fashion Sakala

3 bàn
- Ademola Lookman
- Reza Shekari
- Doan Ritsu
- Diogo Gonçalves
- Bong Kalo

2 bàn
- Lautaro Martínez
- Marcelo Torres
- Bryan Cabezas
- Dominic Calvert-Lewin
- Allan Saint-Maximin
- Jorge Álvarez
- Giuseppe Panico
- Lee Seung-woo
- Paik Seung-ho
- Ronaldo Cisneros
- Myer Bevan
- Xadas
- Abdulrahman Al-Yami
- Jeremy Ebobisse
- Brooks Lennon
- Nicolás De La Cruz
- Adalberto Peñaranda
- Samuel Sosa
- Emmanuel Banda
- Patson Daka
- Enock Mwepu

1 bàn
- Marcos Senesi
- Federico Zaracho
- Jostin Daly
- Randall Leal
- Jimmy Marin
- Jordy Caicedo
- Hernan Lino
- Adam Armstrong
- Lewis Cook
- Kieran Dowell
- Amine Harit
- Denis-Will Poha
- Martin Terrier
- Marcus Thuram
- Jonas Arweiler
- Kentu Malcolm Badu
- Emmanuel Iyoha
- Philipp Ochs
- Fabian Reese
- Suat Serdar
- Sendel Cruz
- Mehdi Mehdikhani
- Federico Dimarco
- Andrea Favilli
- Vido Luca
- Ogawa Koki
- Lim Min-hyeok
- Lee Sang-heon
- Edson Álvarez
- Kevin Magaña
- Hunter Ashworth
- Bruno Costa
- Hélder Ferreira
- Xande Silva
- Abdulelah Alamri
- Ousseynou Diagne
- Ibrahima Niane
- Luca de la Torre
- Justen Glad
- Lagos Kunga
- Auston Trusty
- Ronaldo Wilkins
- Rodrigo Amaral
- Santiago Bueno
- Mathías Olivera
- Nicolás Schiappacasse
- Federico Valverde
- Nahuel Ferraresi
- Yangel Herrera
- Wuilker Faríñez
- Jan Carlos Hurtado
- Ronaldo Peña
- Williams Velásquez
- Edward Chilufya
- Shemmy Mayembe

1 bàn phản lưới
- Fikayo Tomori (trận đấu gặp Guinée)
- Nima Taheri (trận đấu gặp Bồ Đào Nha)
- Tomiyasu Takehiro (trận đấu gặp Nam Phi)

## Bảng xếp hạng chung kết
| VT | Đội          | ST | T | H | B | BT | BB | HS  | Đ  | Kết quả chung cuộc    |
| -- | ------------ | -- | - | - | - | -- | -- | --- | -- | --------------------- |
| 1  | Anh          | 7  | 6 | 1 | 0 | 12 | 3  | +9  | 19 | Vô địch               |
| 2  | Venezuela    | 7  | 5 | 1 | 1 | 14 | 3  | +11 | 16 | Á quân                |
| 3  | Ý            | 7  | 3 | 2 | 2 | 10 | 9  | +1  | 11 | Hạng ba               |
| 4  | Uruguay      | 7  | 3 | 4 | 0 | 7  | 3  | +4  | 13 | Hạng tư               |
|    |              |    |   |   |   |    |    |     |    |                       |
| 5  | Zambia       | 5  | 3 | 0 | 2 | 12 | 10 | +2  | 9  | Bị loại ở Tứ kết      |
| 6  | Hoa Kỳ       | 5  | 2 | 2 | 1 | 12 | 6  | +6  | 8  | Bị loại ở Tứ kết      |
| 7  | Bồ Đào Nha   | 5  | 2 | 2 | 1 | 9  | 7  | +2  | 8  | Bị loại ở Tứ kết      |
| 8  | México       | 5  | 2 | 1 | 2 | 4  | 4  | 0   | 7  | Bị loại ở Tứ kết      |
|    |              |    |   |   |   |    |    |     |    |                       |
| 9  | Pháp         | 4  | 3 | 0 | 1 | 10 | 2  | +8  | 9  | Bị loại ở Vòng 16 đội |
| 10 | Hàn Quốc (H) | 4  | 2 | 0 | 2 | 6  | 5  | +1  | 6  | Bị loại ở Vòng 16 đội |
| 11 | Sénégal      | 4  | 1 | 1 | 2 | 2  | 2  | 0   | 4  | Bị loại ở Vòng 16 đội |
| 12 | Costa Rica   | 4  | 1 | 1 | 2 | 3  | 4  | −1  | 4  | Bị loại ở Vòng 16 đội |
| 13 | Đức          | 4  | 1 | 1 | 2 | 6  | 8  | −2  | 4  | Bị loại ở Vòng 16 đội |
| 14 | Nhật Bản     | 4  | 1 | 1 | 2 | 4  | 6  | −2  | 4  | Bị loại ở Vòng 16 đội |
| 15 | Ả Rập Xê Út  | 4  | 1 | 1 | 2 | 3  | 5  | −2  | 4  | Bị loại ở Vòng 16 đội |
| 16 | New Zealand  | 4  | 1 | 1 | 2 | 3  | 9  | −6  | 4  | Bị loại ở Vòng 16 đội |
|    |              |    |   |   |   |    |    |     |    |                       |
| 17 | Argentina    | 3  | 1 | 0 | 2 | 6  | 5  | +1  | 3  | Bị loại ở Vòng bảng   |
| 18 | Iran         | 3  | 1 | 0 | 2 | 4  | 6  | −2  | 3  | Bị loại ở Vòng bảng   |
| 19 | Honduras     | 3  | 1 | 0 | 2 | 3  | 6  | −3  | 3  | Bị loại ở Vòng bảng   |
| 20 | Ecuador      | 3  | 0 | 2 | 1 | 4  | 5  | −1  | 2  | Bị loại ở Vòng bảng   |
| 21 | Nam Phi      | 3  | 0 | 1 | 2 | 1  | 4  | −3  | 1  | Bị loại ở Vòng bảng   |
| 22 | Việt Nam     | 3  | 0 | 1 | 2 | 0  | 6  | −6  | 1  | Bị loại ở Vòng bảng   |
| 23 | Guinée       | 3  | 0 | 1 | 2 | 1  | 9  | −8  | 1  | Bị loại ở Vòng bảng   |
| 24 | Vanuatu      | 3  | 0 | 0 | 3 | 4  | 13 | −9  | 0  | Bị loại ở Vòng bảng   |

## Tổ chức
Sau đây đã là những cột mốc quan trọng trong việc tổ chức giải đấu:
- Lịch thi đấu được công bố bởi FIFA vào ngày 23 tháng 11 năm 2015.[16]
- Cựu tuyển thủ quốc gia Hàn Quốc Ahn Jung-Hwan và Park Ji-Sung đã được bổ nhiệm làm đại sứ của giải đấu.[17]
- Biểu tượng chính thức, khẩu hiệu ("Trigger the Fever"/"Kích hoạt cơn sốt") và diện mạo của giải đấu được công bố vào ngày 16 tháng 6 năm 2016.[18]
- Linh vật chính thức, Chaormi đã được công bố vào ngày 25 tháng 8 năm 2016.[19]
- Các chi tiết của chương trình tình nguyện, khởi động vào ngày 1 tháng 11 năm 2016, được phát hành vào ngày 18 tháng 10 năm 2016.[20]
- Các áp phích chính thức được phát hành vào ngày 27 tháng 10 năm 2016.[21]
- Vé theo gói được bán từ ngày 1 tháng 11 năm 2016,[22] trong khi vé thông thường bắt đầu bán từ ngày 2 tháng 1 năm 2017.[23] Vé all-out được bán từ ngày 16 tháng 3 năm 2017.[24]
- NCT Dream đã được chọn làm đại sứ của ban tổ chức địa phương. Họ cũng đã được chọn hát bài hát chính thức của giải đấu là "Trigger the Fever".[25]

## Các nhà tài trợ
| - Adidas - Coca-Cola - Gazprom - Hyundai–Kia | - Hãng hàng không Qatar - VISA - Tập đoàn Wanda |

## Bản quyền phát sóng
- Hàn Quốc: KBS, MBC, SBS
- Argentina: TyC Sports
- Brasil: Sportv, Rede Bandeirantes
- Canada: TSN
- Ấn Độ: Sony SIX (Chỉ có trận đấu giữa Hàn Quốc và Guinée)
- Indonesia: RTV (4 trận đấu ở bán kết và chung kết)
- Nhật Bản: BS Fuji, Fuji TV One Two Next
- Malaysia: Astro
- México: Televisa / TDN, TV Azteca
- New Zealand: Sky Sport
- Paraguay: Tigo Sports
- Peru: Latina Televisión
- Philippines: ABS-CBN
- Ba Lan: Eurosport
- Nam Mỹ: DIRECTV
- Đài Loan: ELTA TV (Đài Loan) (4 trận đấu ở bán kết và chung kết)[33]
- Vương quốc Liên hiệp Anh và Bắc Ireland: Eurosport
- Hoa Kỳ: Fox Sports, Telemundo, NBC Universo
- Venezuela: DirecTV, Meridiano Televisión, Venevision
- Việt Nam: VTV, Tập đoàn FPT